# زائدة مضاعفة
زائدة المضاعفة في الزائدة التي تضاف لكلمة لمضاعفة جزء منها.

## أمثلة

### عربية
- عربية: حس [ħassa] (متعد إلى مفعول)، حسس [ħassasa] (متعد إلى مفعولين)

### تسلتالية[الإنجليزية]
- هاس (has) «لمس»، هأساسان (hasasan) «لمس بخفة».[1]